# Réseau routier de la Haute-Marne
Cet article présente l'histoire, les caractéristiques et les événements significatifs ayant marqué le réseau routier du département de la Haute-Marne en France.
Au 31 décembre 2017, la longueur totale du réseau routier du département de la Haute-Marne est de 6 890 kilomètres, se répartissant en 115 kilomètres d'autoroutes, 136 kilomètres de routes nationales, 3 893 kilomètres de routes départementales et 2 746 kilomètres de voies communales. 

## Histoire

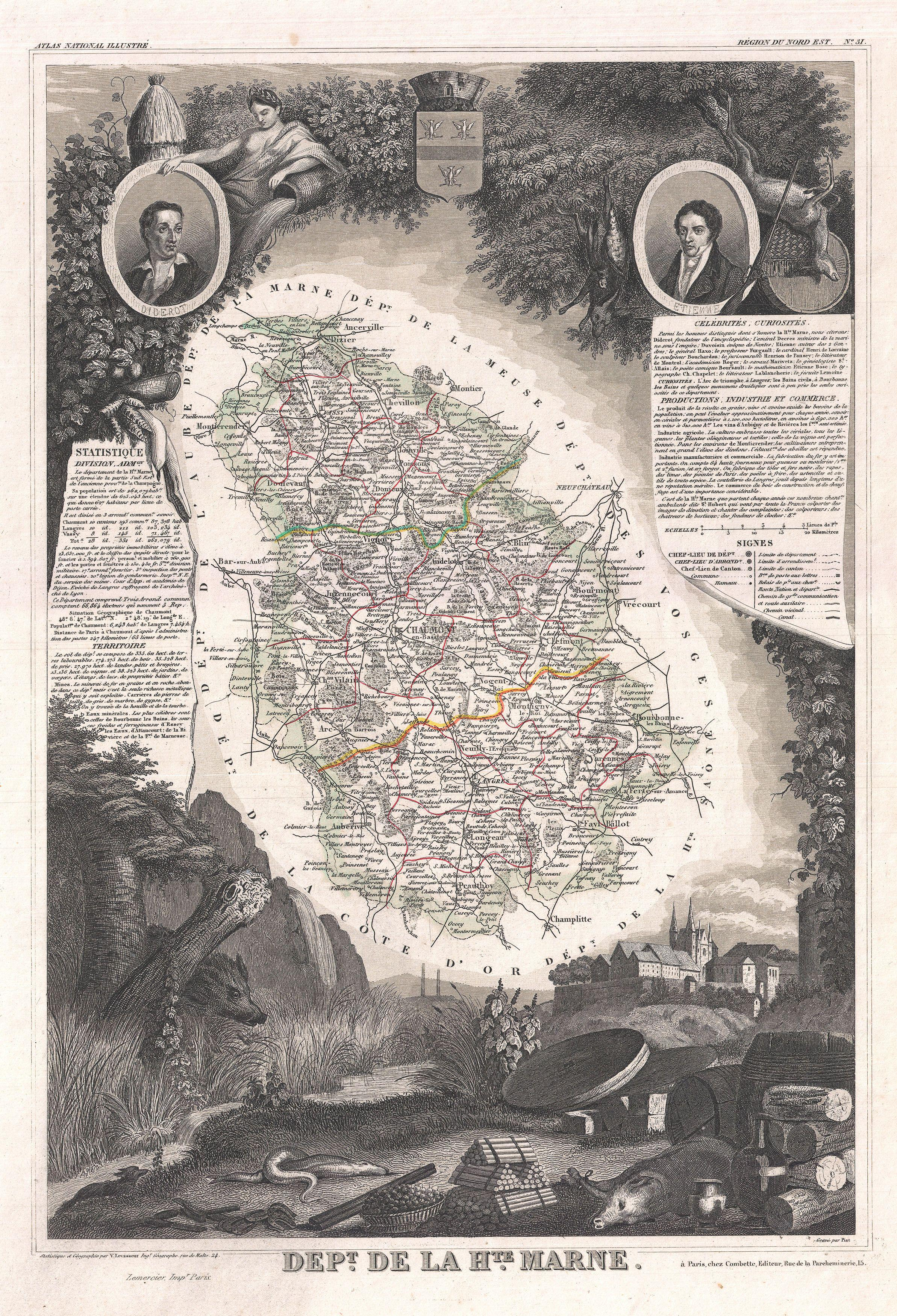
Carte Levasseur du département de la Haute-Marne (1852)

### XVIIIesiècle
De 1750 à 1784, l’ensemble du réseau routier est pour la première fois cartographié à grande échelle (au 86400e) et de manière complète par Cassini de Thury, à la demande de Louis XV. Ces cartes sont d’une grande richesse toponymique, mais d’une grande pauvreté quant à la figuration du relief et de l’altimétrie. De même les chemins secondaires sont rarement représentés, du fait d’une part de leur état médiocre, d’autre part de leur faible importance économique.

### XIXesiècle
L’Atlas national illustré réalisé par Victor Levasseur est un précieux témoignage du XIXe siècle, les cartes coloriées à la main sont entourées de gravures indiquant statistiques, notes historiques et illustrations caractéristiques des départements. Sur ces cartes sont représentées les routes, voies ferrées et voies d'eau. Par ailleurs, les départements sont divisés en arrondissements, cantons et communes.

### XXesiècle

#### Réforme de 1930
Devant l'état très dégradé du réseau routier au lendemain de la Première Guerre mondiale et l'explosion de l'industrie automobile, l'État, constatant l'incapacité des collectivités territoriales à remettre en état le réseau routier pour répondre aux attentes des usagers, décide d'en prendre en charge une partie. L'article 146 de la loi de finances du 16 avril 1930 prévoit ainsi le classement d'une longueur de l'ordre de 40 000 kilomètres de routes départementales dans le domaine public routier national.
En ce qui concerne le département de la Haute-Marne, ce classement devient effectif à la suite du décret du 12 décembre 1930.

#### Réforme de 1972
En 1972, un mouvement inverse est décidé par l'État. La loi de finances du 29 décembre 1971 prévoit le transfert dans la voirie départementale de près de 53 000 kilomètres de routes nationales. Le but poursuivi est :
- d'obtenir une meilleure responsabilité entre l'État et les collectivités locales en fonction de l'intérêt économique des différents réseaux,
- de permettre à l'État de concentrer ses efforts sur les principales liaisons d'intérêt national,
- d'accroître les responsabilités des assemblées départementales dans le sens de la décentralisation souhaitée par le gouvernement,
- d'assurer une meilleure gestion et une meilleure programmation de l'ensemble des voies.

Le transfert s'est opéré par vagues et par l'intermédiaire de plusieurs décrets publiés au Journal officiel. Après concertation, la très grande majorité des départements a accepté le transfert qui s'est opéré dès 1972. En ce qui concerne le département de la Haute-Marne, le transfert est acté avec un arrêté interministériel publié au journal officiel le 16 décembre 1972.

### XXIesiècle

#### Réforme de 2005
Une nouvelle vague de transferts de routes nationales vers les départements intervient avec la loi du 13 août 2004 relative aux libertés et responsabilités locales, un des actes législatifs entrant dans le cadre des actes II de la décentralisation où un grand nombre de compétences de l'État ont été transférées aux collectivités locales. Dans le domaine des transports, certaines parties des routes nationales sont transférées aux départements et, pour une infime partie, aux communes (les routes n'assurant des liaisons d'intérêt départemental). 
Le décret en Conseil d’État définissant le domaine routier national prévoit ainsi que l’État conserve la propriété de 8 000 kilomètres d’autoroutes concédées et de 11 800 kilomètres de routes nationales et autoroutes non concédées et qu'il cède aux départements un réseau de 18 000 kilomètres. 
Dans le département de la Haute-Marne, le transfert est décidé par arrêté préfectoral signé le 14 décembre 2005. 125 kilomètres de routes nationales sont déclassées. La longueur du réseau routier national dans le département passe ainsi de 259 kilomètres en 2004 à 144 en 2006 pendant que celle du réseau départemental s'accroît de 3 734 à 3 859 kilomètres.

## Caractéristiques

### Consistance du réseau
Le réseau routier comprend cinq catégories de voies : les autoroutes et routes nationales appartenant au domaine public routier national et gérées par l'État, les routes départementales appartenant au domaine public routier départemental et gérées par le Conseil général de la Haute-Marne et les voies communales et chemins ruraux appartenant respectivement aux domaines public et privé des communes et gérées par les municipalités. Le linéaire de routes par catégories peut évoluer avec la création de routes nouvelles ou par transferts de domanialité entre catégories par classement ou déclassement, lorsque les fonctionnalités de la route ne correspondent plus à celle attendues d'une route de la catégorie dans laquelle elle est classée. Ces transferts peuvent aussi résulter d'une démarche globale de transfert de compétences d'une collectivité vers une autre.
Au 31 décembre 2011, la longueur totale du réseau routier du département de la Haute-Marne est de 6 702 kilomètres, se répartissant en 115 kilomètres d'autoroutes, 134 kilomètres de routes nationales, 3 861 kilomètres de routes départementales et 2 593 kilomètres de voies communales. 
Il occupe ainsi le 79e rang au niveau national sur les 96 départements métropolitains quant à sa longueur et le 91e quant à sa densité avec 1,1 kilomètre par kilomètre carré de territoire.
S'il est parmi les 20 derniers départements métropolitains en longueur de réseau, il est classé dans le top 10 des départements métropolitains pour la mortalité par population: avec un taux de 99 tués par million d'habitant, il se classe neuvième sur la période 2012-2016.
Trois grandes réformes ont contribué à faire évoluer notablement cette répartition : 1930, 1972 et 2005.
L'évolution du réseau routier entre 2002 et 2017 est présentée dans le tableau ci-après.
|                        | 2002  | 2003  | 2004  | 2005  | 2006  | 2007  | 2008  | 2009  | 2010  | 2011  | 2012  | 2013  | 2014  | 2015  | 2016  | 2017  |
| ---------------------- | ----- | ----- | ----- | ----- | ----- | ----- | ----- | ----- | ----- | ----- | ----- | ----- | ----- | ----- | ----- | ----- |
| Autoroutes             | 114   | 114   | 115   | 114   | 114   | 115   | 115   | 115   | 115   | 115   | 115   | 115   | 115   | 115   | 115   | 115   |
| Routes nationales      | 259   | 258   | 259   | 133   | 144   | 134   | 134   | 134   | 134   | 134   | 136   | 136   | 136   | 136   | 136   | 136   |
| Routes départementales | 3 734 | 3 734 | 3 734 | 3 733 | 3 859 | 3 861 | 3 861 | 3 861 | 3 861 | 3 861 | 3 893 | 3 894 | 3 894 | 3 894 | 3 893 | 3 893 |
| Voies communales       | 2 534 | 2 539 | 2 539 | 2 553 | 2 556 | 2 573 | 2 573 | 2 580 | 2 593 | 2 593 | 2 695 | 2 710 | 2 710 | 2 739 | 2 746 | 2 746 |
| TOTAL                  | 6 641 | 6 645 | 6 647 | 6 533 | 6 673 | 6 683 | 6 683 | 6 690 | 6 703 | 6 703 | 6 839 | 6 855 | 6 855 | 6 884 | 6 890 | 6 890 |

L'essentiel, soit 66%, de la mortalité et des accidents mortels du département se concentre sur les 543 kilomètres de routes RN et RD de catégorie 1 qui couvre 14% du linéaire de route. Lorsque l'on ajoute les routes de catégorie 2, le taux de mortalité et des accidents mortels atteint 72 à 73%, pour 753 kilomètres de routes (210 de plus) qui couvre 19% du linéaire de route.
Le jeudi 9 janvier 2020, la Haute-Marne expérimente une limitation à 90 km/h sur les routes départementales du réseau routier en Haute-Marne. Cette augmentation de la vitesse maximale concerne 476 des 3700 kilomètres de la Haute-Marne. L'avis de la commission départementale de la sécurité routière n'est pas contraignant, mais seulement consultatif.

## Réalisations ou événements récents
Cette section a pour objet de recenser les événements marquants concernant le domaine de la Route dans le département de la Haute-Marne depuis 1990. Seront ainsi citées les déclarations d’utilité publique, les débuts de travaux et les mises en service. Seuls les ouvrages les plus importants soit par leur coût soit par leur impact (déviation de bourgs) seront pris en compte. De même il est souhaitable de ne pas recenser les projets qui n’ont pas encore fait l’objet d’une déclaration d’utilité publique.